# Luis de León y Cataumber
Luis de León y Cataumber (4 de març de 1835 - Madrid 17 de setembre de 1904) fou un polític i militar espanyol, diputat a Corts durant la restauració borbònica.
De jove ingressà a l'exèrcit i arribà al grau de capità de cavalleria. Després es casà amb Ángela Pérez de Barradas y Bernuy, duquessa de Dénia i fou diputat del Partit Liberal Fusionista pel districte de Sort a les eleccions generals espanyoles de 1881, 1884, 1886, 1891 i 1893. També fou senador per la província de Zamora el 1888-1889, per la de Barcelona el 1896-1898 i senador vitalici des de 1898. Fou membre del Consejo Superior de Agricultura, Industria y Comercio.